# Тудоран, Иоана
Иоана Тудоран (рум. Ioana Tudoran; род. 3 августа 1948, Отопени) — румынская гребчиха, выступавшая за сборную Румынии по академической гребле в 1960-х и 1970-х годах. Бронзовая призёрка летних Олимпийских игр в Монреале, обладательница серебряной медали чемпионата мира, трёхкратная чемпионка Европы, победительница и призёрка регат национального значения.

## Биография
Иоана Тудоран родилась 3 августа 1948 года в городе Отопень, Румыния. Занималась академической греблей в Бухаресте в столичном гребном клубе «Динамо».
Первого серьёзного успеха на взрослом международном уровне добилась в сезоне 1968 года, когда вошла в основной состав румынской национальной сборной и выступила на чемпионате Европы в Восточном Берлине, где в зачёте парных рулевых четвёрок обошла всех своих соперниц и завоевала золотую медаль.
В 1969 году на европейском первенстве в Клагенфурте стала серебряной призёркой в парных рулевых четвёрках, уступив в финале только экипажу из Советского Союза.
На чемпионате Европы 1970 года в Тата вновь была лучшей в той же дисциплине.
В 1971 году на европейском первенстве в Копенгагене снова победила в парных рулевых четвёрках, став таким образом трехкратной чемпионкой Европы по академической гребле.
На чемпионате Европы 1973 года в Москве стартовала в одиночках, сумела квалифицироваться лишь в утешительный финал B и расположилась в итоговом протоколе соревнований на одиннадцатой строке.
В 1974 году побывала на чемпионате мира в Люцерне, где помимо мужских впервые были представлены и женские дисциплины. В итоге привезла отсюда серебряную награду, выигранную в парных четвёрках с рулевой — в решающем финальном заезде пропустила вперёд только команду из Восточной Германии. 
На мировом первенстве 1975 года в Ноттингеме попасть в число призёров не смогла, финишировала в парных рулевых четвёрках шестой.
Благодаря череде удачных выступлений удостоилась права защищать честь страны на летних Олимпийских играх 1976 года в Монреале — здесь впервые в олимпийской программе появилась женская академическая гребля. В составе парного четырёхместного рулевого экипажа, куда также вошли гребчихи Фелича Афрэсилоаие, Элисабета Лазэр, Мария Микша и рулевая Элена Джуркэ, в финале Тудоран пришла к финишу третьей позади команд из ГДР и СССР — тем самым завоевала бронзовую олимпийскую медаль. Вскоре по окончании этих соревнований приняла решение завершить спортивную карьеру.